# Seznam amerických vrtulníkových výsadkových lodí

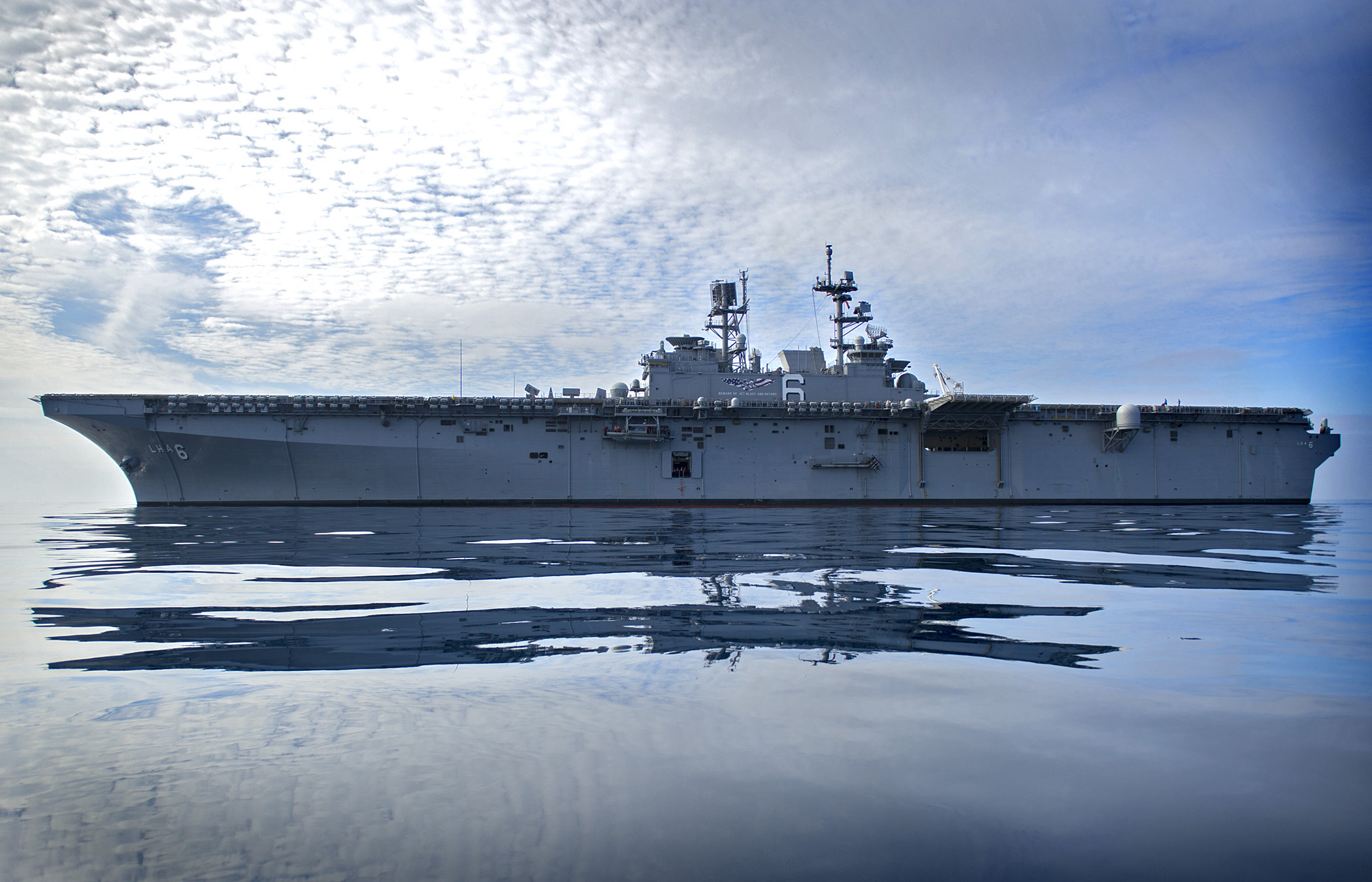
USS America (LHA-6)

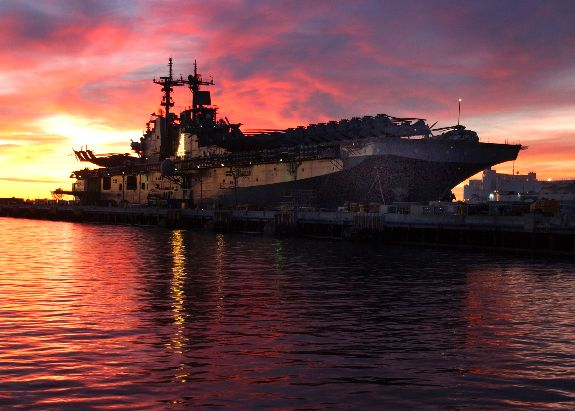
USS Boxer (LHD-4)

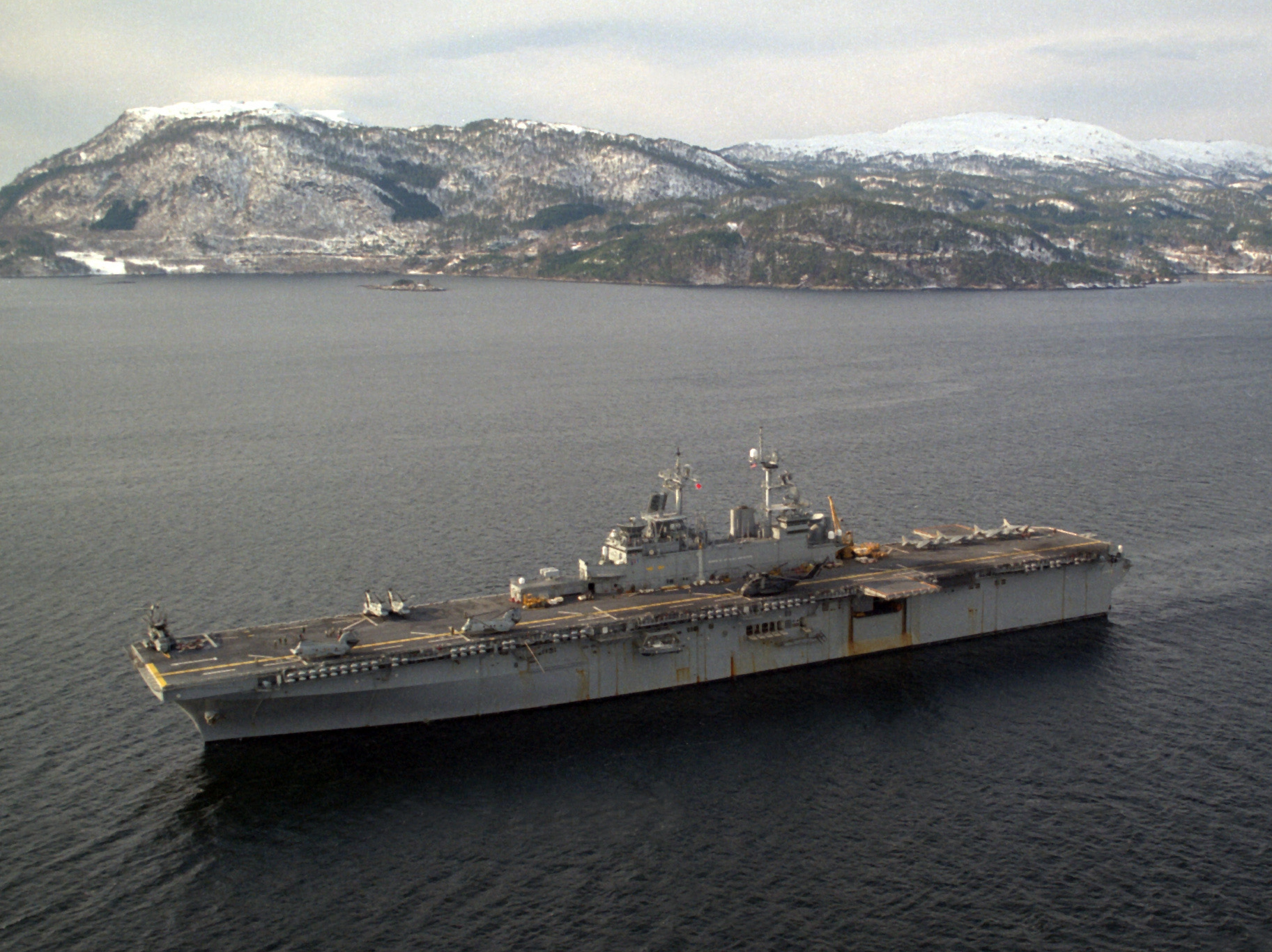
USS Wasp (LHD-1)

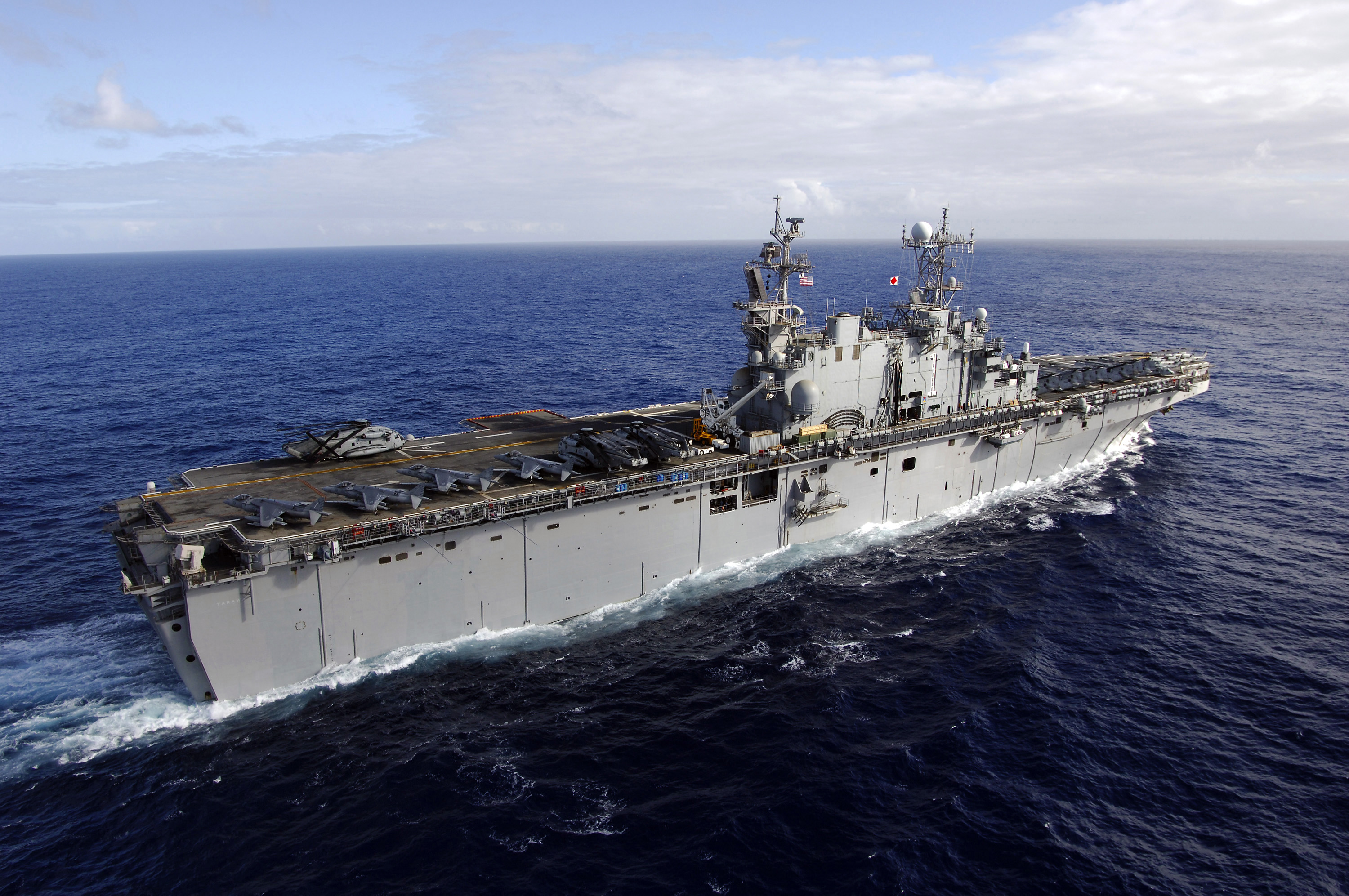
USS Tarawa (LHA-1)

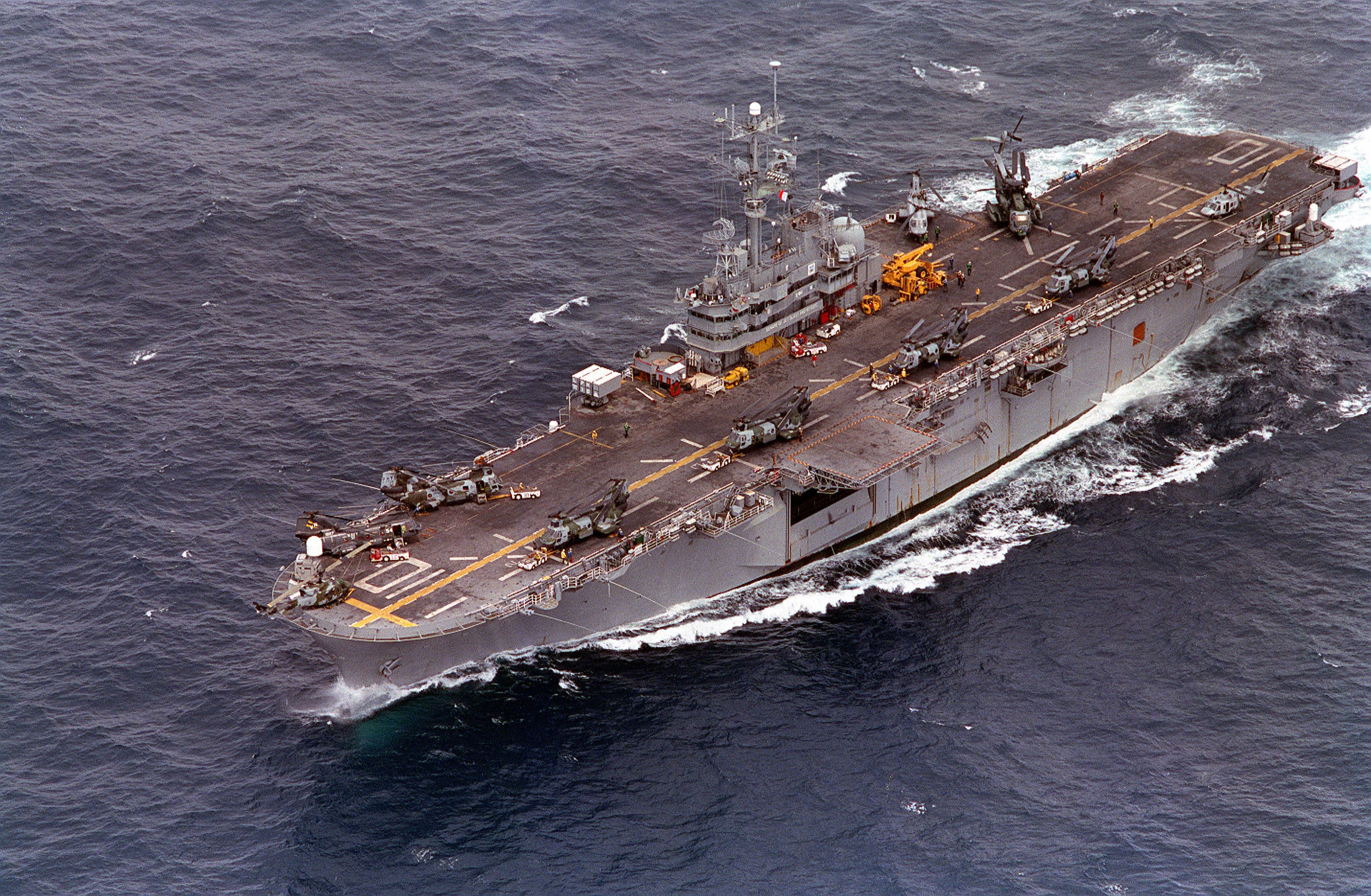
USS Tripoli (LPH-10)

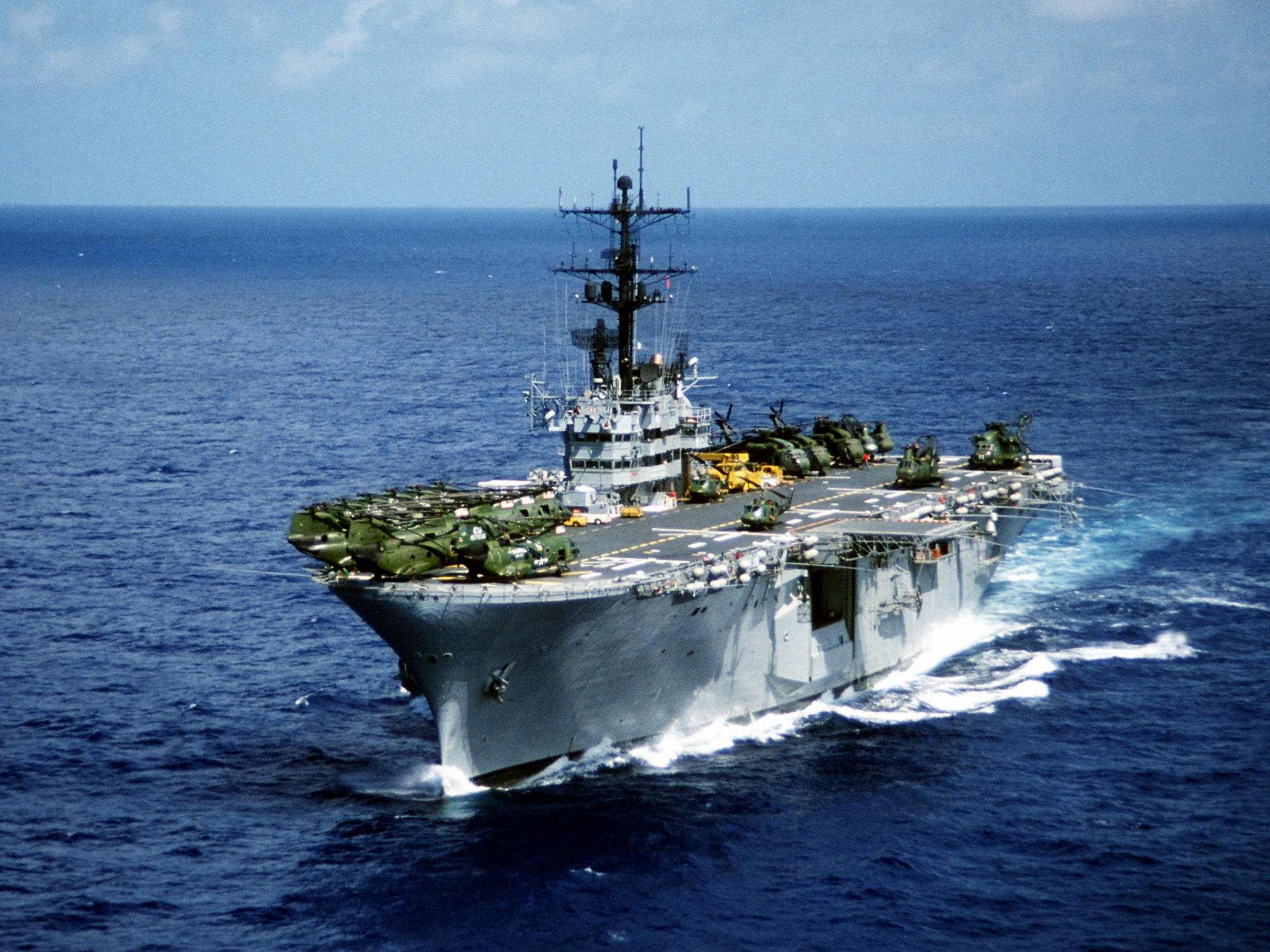
USS Iwo Jima (LPH-2)

Seznam amerických vrtulníkových výsadkových lodí obsahuje všechny vrtulníkové výsadkové lodě, které sloužily nebo slouží u Námořnictva Spojených států amerických.

## Seznam lodí

### TřídaIwo Jima
- USS Iwo Jima (LPH-2) - vyřazena
- USS Okinawa (LPH-3) - vyřazena
- USS Guadalcanal (LPH-7) - vyřazena
- USS Guam (LPH-9) - vyřazena
- USS Tripoli (LPH-10) - vyřazena
- USS New Orleans (LPH-11) - vyřazena
- USS Inchon (LPH-12) - vyřazena

### TřídaTarawa
- USS Tarawa (LHA-1) - vyřazena
- USS Saipan (LHA-2) - vyřazena
- USS Belleau Wood (LHA-3) - vyřazena
- USS Nassau (LHA-4) - vyřazena
- USS Peleliu (LHA-5) - vyřazena

### TřídaWasp
- USS Wasp (LHD-1) - aktivní
- USS Essex (LHD-2) - aktivní
- USS Kearsarge (LHD-3) - aktivní
- USS Boxer (LHD-4) - aktivní
- USS Bataan (LHD-5) - aktivní
- USS Bonhomme Richard (LHD-6) - vyřazena
- USS Iwo Jima (LHD-7) - aktivní
- USS Makin Island (LHD-8) - aktivní

### TřídaAmerica
- USS America (LHA-6) - aktivní
- USS Tripoli (LHA-7) - aktivní
- USS Bougainville (LHA-8) - ve stavbě
- USS Fallujah (LHA-9) - ve stavbě
- USS Helmand Province (LHA-10) - schválen